# Paolo Cuntrera
Paolo Cuntrera, boss de Syracuse (New York), fut un important trafiquant de cocaïne exilé en Amérique du Sud à partir de 1960 avec son cousin Salvatore Caruana. Ils y établirent les premiers contacts avec les cartels colombiens et assurèrent la fuite du capo di tutti capi Salvatore Cicchiteddu Greco en 1963.